# Planetologie
Die Planetologie (von altgriechisch πλανήτης ἀστήρ planḗtēs astḗr, deutsch ‚Wandelstern‘, und λόγος lógos, deutsch ‚Lehre‘) ist die Wissenschaft, die sich mit den einzelnen nichtstellaren Himmelskörpern sowie den Planetensystemen im Allgemeinen befasst.

## Gebiete
Bis gegen Ende des 20. Jahrhunderts konnten außerhalb des Sonnensystems nur Sterne und größere Himmelskörper (wie manche Gaswolken) beobachtet werden. Daher waren bis 1993 die Gegenstände der Planetologie ausschließlich auf die genannten Objekte im Sonnensystem beschränkt, u. a.
- die Entstehung des solaren Planetensystems,
- die Entwicklung des solaren Planetensystems,
- die Entstehung, Entwicklungsgeschichte und Eigenschaften der einzelnen planetaren Objekte im Sonnensystem. Dazu zählen:
  - Planeten
    - erdähnliche Planeten: Merkur, Venus, Erde, Mars
    - jupiterähnliche Planeten (Gasriesen): Jupiter, Saturn, Uranus, Neptun

  - Zwergplaneten: bisher Ceres, Pluto, Haumea, Makemake, Eris
  - Satelliten und Ringsysteme
  - Kleinkörper
    - Asteroiden (Planetoiden bzw. Kleinplaneten)
    - Kometen
    - Meteoroiden

  - übrige Bestandteile wie
    - Sonnenwind (solare Partikelstrahlung)
    - solares Magnetfeld
    - interplanetarer Staub

Mit der Entdeckung extrasolarer Planeten ab 1993 hat sich das Forschungsgebiet beträchtlich erweitert. Seitdem gehört auch die Untersuchung exotischer, extrasolarer Objekte wie zum Beispiel der Planeten von Neutronensternen dazu, allgemeiner auch
- die Entstehung von Planetensystemen und
- die Entwicklung von Planetensystemen.

Zu den Teilgebieten der Planetologie gehört die Astrogeologie, die sich mit geologischen Fragestellungen innerhalb der Planetologie befasst beziehungsweise geologische Methoden zur Anwendung bringt. Der Teil der Planetologie, der sich mit der Beschreibung der Oberflächenbeschaffenheit planetarer Körper und speziell mit der Erstellung von Karten befasst, wird in Anlehnung an Geographie auch als Planetographie bezeichnet.

## Methoden
Methoden der Planetologie sind erd- oder weltraumgestützte Messungen und besonders bildgebende Verfahren der Astronomie in den Bereichen des sichtbaren Lichtspektrums, des Infrarot und Radar, die Entsendung von Raumsonden zu den Untersuchungsobjekten, die Untersuchung von gewonnenen Proben vor Ort oder auf der Erde (Letzteres bisher nur vom Mond, aus dem Sonnenwind und einem Kometen), die Untersuchung von Meteoriten sowie Modellrechnungen und theoretische Überlegungen.
Eine wichtige Rolle in der Planetologie spielen Analogieschlüsse anhand der Erkenntnisse von Geologie, Geophysik, Glaziologie, Hydrologie, Meteorologie, Mineralogie, Seismologie, Vulkanologie und anderer. Obwohl die Planetologie mit den traditionellen Geowissenschaften verwandt ist und sich aus diesen entwickelt hat, bestehen enge Verbindungen auch zur Astronomie. So ist die Entstehung der einzelnen Planeten unter anderem von der Geschichte ihrer Bahnparameter abhängig. Des Weiteren befasst sich die Planetologie mit der Astrobiologie. Planetologische Missionen, wie bereits die Viking-Sonden zum Mars sowie in neuerer Zeit Cassini-Huygens zum Saturn und Titan und Mars Express zum Mars, führten oder führen Experimente durch, die darauf ausgerichtet sind, exobiologischen Fragestellungen nachzugehen.

## Auswahl von Planetologie-Standorten in Deutschland
- Deutsches Zentrum für Luft- und Raumfahrt – Institut für Planetenforschung Berlin-Adlershof (nur mit eingeschaltetem JavaScript nutzbar)
- Westfälische Wilhelms-Universität Münster – Institut für Planetologie
- Freie Universität Berlin – Institut für Planetologie und Fernerkundung